# Епархия Хетафе

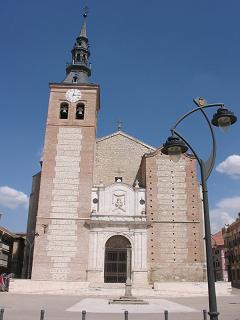
Собор святой Марии Магдалины, Хетафе, Испания

Карта расположения епархии Хетафе

Епархия Хетафе (лат. Dioecesis Xetafensis) — епархия Римско-Католической церкви c центром в городе Хетафе, Испания. Епархия Хетафе входит в митрополию Мадрида. Кафедральным собором епархии Хетафе является церковь святой Марии Магдалины.

## История
23 июля 1991 года Римский папа Иоанн Павел II выпустил буллу Matritensem praeclaram, которой учредил епархию Хетафе, выделив её из архиепархии Мадрида.
19 марта 1994 года в епархии была открыта епархиальная семинария Марии Царицы апостолов.

## Ординарии епархии
- епископ Франсиско Хосе Перес-и-Фернандес-Гольфин (23.07.1991 — 24.02.2004);
- епископ Хоакин Мария Лопес де Андухар-и-Кановас дель Кастильо (29.10.2004 — по настоящее время).

## Источник
- Annuario Pontificio, Libreria Editrice Vaticana, Città del Vaticano, 2003, ISBN 88-209-7422-3
- Булла Matritensem praeclaram  (лат.)